# Zamia polymorpha
Zamia polymorpha là một loài thực vật thuộc họ Zamiaceae. Loài này có ở Belize và México. Chúng hiện đang bị đe dọa vì mất môi trường sống.